# Pteronemobius maculosus
Pteronemobius maculosus är en insektsart som först beskrevs av Henri Saussure 1899.  Pteronemobius maculosus ingår i släktet Pteronemobius och familjen syrsor. Inga underarter finns listade i Catalogue of Life.